# 30177 Khashayar
30177 Khashayar este un asteroid din centura principală de asteroizi.

## Descriere
30177 Khashayar este un asteroid din centura principală de asteroizi. A fost descoperit pe 5 aprilie 2000 la Socorro, New Mexico, în cadrul proiectului LINEAR. Asteroidul prezintă o orbită caracterizată de o semiaxă mare de 2,30 ua, o excentricitate de 0,06 și o înclinație de 6,3° în raport cu ecliptica.